# Cryptus apparitorius
Cryptus apparitorius är en stekelart som först beskrevs av Charles Joseph de Villers 1789.  Cryptus apparitorius ingår i släktet Cryptus och familjen brokparasitsteklar. Inga underarter finns listade i Catalogue of Life.